# 纪家沟站
纪家沟站是一个京通线上的铁路车站，位于河北省承德市围场满族蒙古族自治县克勒沟镇，建于1980年，目前为四等站，邮政编码为068453。目前客运：办理旅客乘降；行李、包裹托运；货运：办理整车货物发到。